# Largheh
Largheh (em persa: لرغه) é uma aldeia do distrito rural de Murmuri, no condado de Abdanan, na província de Ilam, Irã.
No censo de 2006, sua população era de 181 habitantes, em 39 famílias.